# Frank Chiesurin
Francois „Frank” Chiesurin (ur. 26 listopada 1973 w Montreal, w prowincji Quebec) – kanadyjski aktor telewizyjny i filmowy.

## Filmografia
- 2002: Pod federalną ochroną (Federal Protection) jako Sid
- 2004: Resident Evil 2: Apokalipsa (Resident Evil: Apocalypse) jako Snajper
- 2009: 12 mężczyzn z kalendarza (12 Men of Christmas) jako Scott Lewis
- 2011: Mordercza sieć (Wandering Eye) jako Lucas Manning

### Seriale TV
- 1999: Kasia i Tomek (Un gars, une fille) jako Superman
- 2001: Doc jako Francois
- 2001: Tribu.com jako Mario
- 2002: Largo Winch jako Brian Cole
- 2002: Queer as Folk (serial amerykański) jako kelner
- 2002: Tracker jako Tony/Giusuppe/Cole
- 2002: Witchblade: Piętno mocy jako Charles Haley
- 2002: Doc jako Francois
- 2003: Largo Winch jako Brian Cole
- 2008: Najnowsze wydanie (The Latest Buzz) jako pan Jackson
- 2008-2011: Météo+ jako Tristan Patry
- 2011: The Listener: Słyszący myśli jako Robert Ventone
- 2011: Punkt krytyczny jako Vince Albin
- 2012: Detektyw Murdoch (Murdoch Mysteries) jako Seth Morgan
- 2013: Piękna i Bestia (Beauty and the Beast) jako Slick